# Natalia Lange
Natalia Lange, właśc. Natalia Łągiewczyk-Lange (ur. 14 maja 1992 w Łodzi) – polska aktorka.

## Życiorys
W 2016 ukończyła studia na Wydziale Aktorskim PWST we Wrocławiu. Otrzymała nagrodę na XXXIII Festiwalu Szkół Teatralnych za role w spektaklu „Wesele” Moniki Strzępki oraz „Lew na ulicy” Cezarego Ibera.
W teatrze zadebiutowała w 2014. Gościnnie występowała m.in. w Teatrze Wybrzeże w Gdańsku, Teatrze Powszechnym w Łodzi oraz Teatrze Telewizji. W styczniu 2019 została aktorką Teatru Powszechnego w Warszawie.
Jako aktorka filmowa i serialowa pojawiła się m.in. w „Idzie” Pawła Pawlikowskiego, „Knives Out” Przemysława Wojcieszka czy „Artystach” Moniki Strzępki.